# Beddomeia minima
Beddomeia minima é uma espécie de gastrópode  da família Hydrobiidae.
É endémica da Austrália.